# Hylonomoipos akares
Hylonomoipos akares är en klomaskart som beskrevs av Reid 1996. Hylonomoipos akares ingår i släktet Hylonomoipos och familjen Peripatopsidae. Inga underarter finns listade i Catalogue of Life.